# 鷲峰山 (鳥取県)

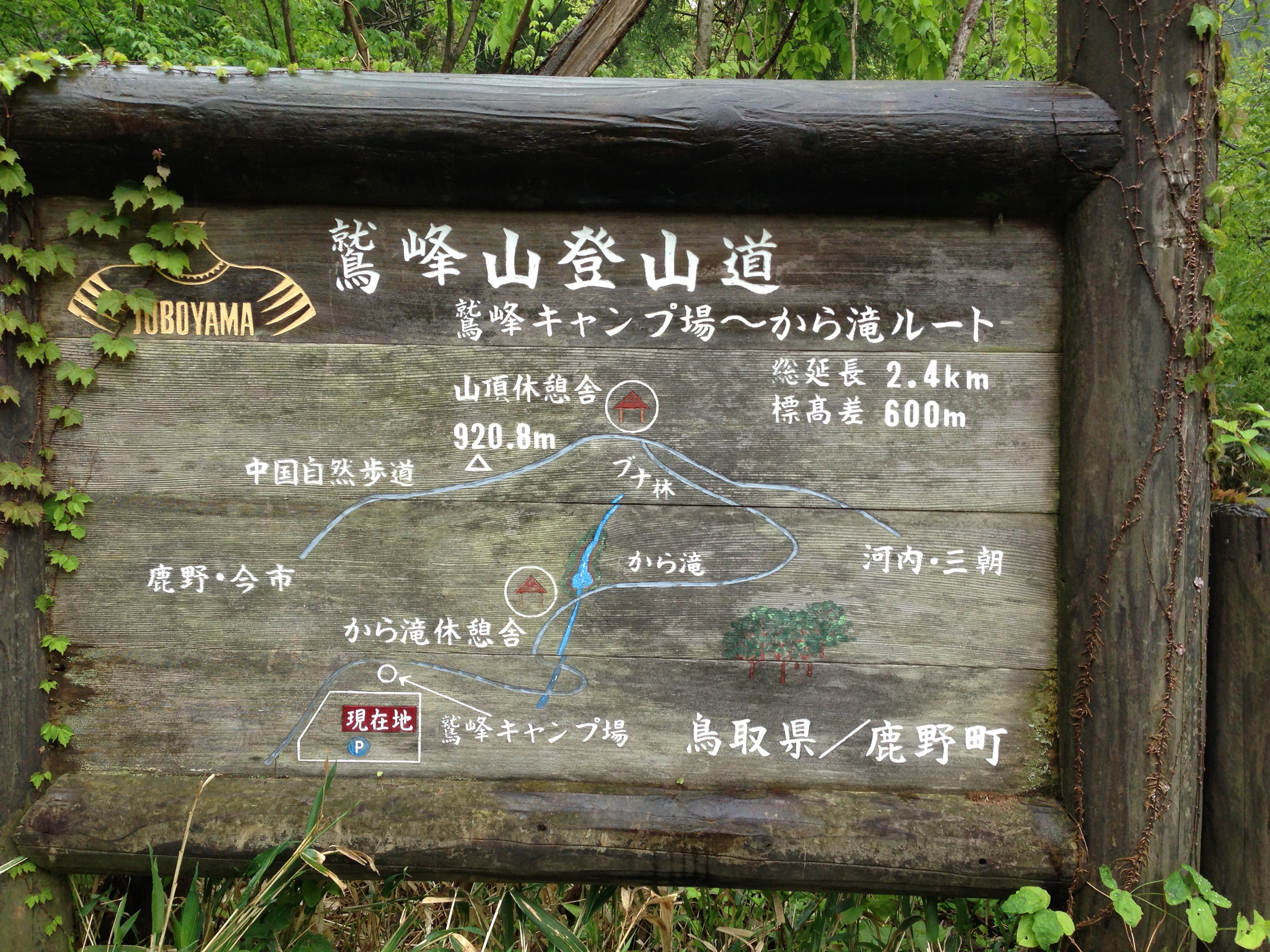
鷲峰キャンプ場〜から滝ルートの看板。何も表記がないがこのルートは廃道となっている。

鷲峰山（じゅうぼうやま）は、鳥取県鳥取市鹿野町にある山である。標高920.6m。「じゅうほうざん」とも呼ばれ、鷲峯山とも書かれる。

## 概要
- 山頂を中心に左右に山裾を広げたシンメトリックな山容をしている。遠くから見ると、鷲が翼を広げて飛び立とうとする姿に見えるため、この名前がついた。また、むかし鷲に乗った神さまが山頂に降り立ったとする伝説もある。
- 一説に名づけたのは亀井茲矩で、彼はこの附近の土地に仏教に由来する地名を当てたため、インドの霊鷲山にちなんで名づけられたともいわれる。
- 登山道は、鹿野町の運動公園や、同町内河内、小畑、小別所からの道のほか、鳥取市安蔵森林公園からの道がある。標高のわりに距離が長いロングコースである。山頂には展望台を兼ねたあずまやがあり、日本海や湖山池の雄大な景色が楽しめる。

## 登山ルート
- 古仏谷コース

　標準所要時間約2時間30分。運動公園横に登山道入り口がある。鷲峰登山道の中で一番距離が長く時間
がかかるルート。
- 小別所コース

　標準所要時間約1時間30分。鷲峰登山道中最も距離が短く、所要時間も短い。
- 小畑コース

　標準所要時間約2時間。クマの出没情報があり注意が必要。
- 河内コース

　標準所要期間約2時間。
- 鷲峰キャンプ場〜から滝コース

　標準所要時間不明。現在は非公式だが廃道とした扱いになっている。登山道に多数の倒木と土砂崩れによる登山道の崩壊及び、落石により、非常に危険。看板にキャンプ場の表記があるが痕跡すら見受けられない状態となっている。

## 伝説
- 里に近く、因幡一円から眺めることのできる雄大な山のため、数多くの伝説がある。大山と背比べをして鷲峰山が勝った『大山の背比べ』がよく知られている。